# 九州横断自動車道

赤：長崎大分線
青：延岡線

九州横断自動車道（きゅうしゅうおうだんじどうしゃどう）は、九州地方を横断する国土開発幹線自動車道（国幹道）の路線名である。略称は九州横断道（きゅうしゅうおうだんどう）。
長崎県長崎市から大分県大分市に至る長崎大分線と、熊本県上益城郡御船町から宮崎県延岡市に至る延岡線の2路線からなる。
1990年1月25日までは長崎大分線のうち佐賀県内区間の道路名としても用いられている（翌日、長崎県側と佐賀県側の開通区間が接続したため、以降は長崎道と案内されている）。
本項目では、国幹道としての九州横断自動車道について述べる。

## 概要
国土開発幹線自動車道建設法では、九州横断自動車道は以下のように指定されている。
| 路線名     | 起点                 | 主たる経過地                    | 終点   |
| ---------- | -------------------- | ------------------------------- | ------ |
| 長崎大分線 | 長崎市               | 佐賀市 鳥栖市 甘木市 日田市付近 | 大分市 |
| 延岡線     | 熊本県上益城郡御船町 | 宮崎県西臼杵郡高千穂町付近      | 延岡市 |

この全区間が高速自動車国道の路線を指定する政令で下記のとおり、高速自動車国道に指定されている。
| 路線名     | 起点                 | 重要な経過地 | 終点   |
| ---------- | -------------------- | --- | ------ |
| 長崎大分線 | 長崎市               | 諫早市 大村市 嬉野市 武雄市 多久市 小城市 佐賀市 神埼市 鳥栖市 小郡市 朝倉市 日田市 大分県玖珠郡玖珠町 由布市 同県速見郡日出町 別府市 | 大分市 |
| 延岡線     | 熊本県上益城郡御船町 | 熊本県上益城郡嘉島町 同郡山都町 宮崎県西臼杵郡高千穂町                                                                                | 延岡市 |

これらについて、開通済の道路名に区分すると以下のようになる。※は高速自動車国道に並行する自動車専用道路。
| 路線名     | 道路名               | 区間                      | 備考                                |
| ---------- | -------------------- | ------------------------- | ----------------------------------- |
| 長崎大分線 | E34 長崎自動車道     | 長崎IC - 鳥栖JCT          | 終点の鳥栖JCTからIC番号を振っている |
| 長崎大分線 | E35 西九州自動車道   | 武雄JCT - 武雄南IC        | 長崎自動車道から分岐                |
| 長崎大分線 | E34 大分自動車道     | 鳥栖JCT - 日出JCT         |                                     |
| 長崎大分線 | E10 東九州自動車道   | 日出JCT - 速見IC          | 旧：大分自動車道速見支線            |
| 長崎大分線 | E10 東九州自動車道   | 日出JCT - 大分米良IC      | 旧：大分自動車道                    |
| 延岡線     | E77 九州中央自動車道 | 嘉島JCT - 山都通潤橋IC    | 新直轄区間                          |
| 延岡線     | E77 九州中央自動車道 | 山都通潤橋IC - 清和IC     | ※矢部清和道路（未供用）             |
| 延岡線     | E77 九州中央自動車道 | 清和IC - 蘇陽IC           | 基本計画区間                        |
| 延岡線     | E77 九州中央自動車道 | 蘇陽IC - 五ヶ瀬東IC       | ※蘇陽五ヶ瀬道路（未供用）           |
| 延岡線     | E77 九州中央自動車道 | 五ヶ瀬東IC - 高千穂IC     | ※五ヶ瀬高千穂道路（未供用）         |
| 延岡線     | E77 九州中央自動車道 | 高千穂IC - 雲海橋交差点   | ※高千穂雲海橋道路（未供用）         |
| 延岡線     | E77 九州中央自動車道 | 雲海橋交差点 - 平底交差点 | ※高千穂日之影道路                   |
| 延岡線     | E77 九州中央自動車道 | 平底交差点 - 蔵田交差点   | 基本計画区間                        |
| 延岡線     | E77 九州中央自動車道 | 蔵田交差点 - 延岡JCT      | ※北方延岡道路                       |

両路線とも、九州縦貫自動車道（九州自動車道）と東九州自動車道を結び、九州の東西軸の強化を目的としている。

### 長崎大分線
長崎大分線は、九州縦貫自動車道をはさんで、西側区間（長崎市 - 鳥栖市）が長崎自動車道として2004年までに、東側区間（鳥栖市 - 大分市）が大分自動車道として1996年までに開通し、全線供用中である。
なお、西九州自動車道として供用中・事業中の武雄JCT - 武雄南IC間も長崎大分線に指定されている他、重複路線である東九州自動車道として供用中の速見IC - 日出JCT - 大分米良IC間も法定名称上は九州横断自動車道長崎大分線となっている。
1990年に武雄北方IC - 大村IC間が開通するまでは、長崎県とはつながっていなかった佐賀県内区間について長崎道の名称を使うことに同県の反発があったため、高速自動車国道の路線名である「九州横断自動車道」をそのまま道路名としていた。
道路の状況およびインターチェンジなどについては各道路の項目を参照。

### 延岡線
熊本県上益城郡御船町から同郡嘉島町、宮崎県西臼杵郡高千穂町などを経由して、宮崎県延岡市に至る路線である。2014年3月22日に嘉島JCT - 小池高山IC間が、九州中央自動車道として初めて開通した。蔵田交差点 - 延岡JCT・IC間は、高速自動車国道に並行する一般国道自動車専用道路である国道218号北方延岡道路として供用中である。
道路の状況およびインターチェンジなどについては九州中央自動車道の記事を参照。

## 沿革
- 1965年（昭和40年）5月28日 : 九州横断自動車道建設法施行、予定路線に関する法律案の基準が示される。
  - 長崎市 - 佐賀市附近 - 鳥栖市・久留米市附近 - 日田市付近 - 大分市
- 1966年（昭和41年）7月1日 : 九州横断自動車道として国幹道の予定路線となる。
- 1987年（昭和62年）6月30日 : 第四次全国総合開発計画が閣議決定。あらたに高規格幹線道路が構想される。 
  - 九州中部横断自動車道 : 上益城郡御船町-延岡市
- 1987年9月1日 : 四全総を受け国幹道法改正、予定路線が以下のようになる。 
  - 長崎大分線 : 長崎市-佐賀市-鳥栖市-甘木市-日田市付近-大分市
  - 延岡線 : 熊本県上益城郡御船町-宮崎県西臼杵郡高千穂町付近-延岡市